# Aparallactus guentheri
Aparallactus guentheri (чорний багатоніжкоїд) — вид отруйних змій родини земляних гадюк (Atractaspididae). Мешкає в Східній Африці. Вид названий на честь німецько-британського зоолога Альберта Гюнтера.

## Поширення і екологія
Чорні багатоніжкоїди мешкають на південному сході Кенії, на сході Танзанії, а також на сході Зімбабве, можливо, також в Мозамбіку. Вони живуть у вологих вічнозелених тропічних лісах, однак відсутні у прибережних чагарниках, вологих саванах і вічнозелених гірських лісах. Відкладають яйця.